# 达乌里秦艽
达乌里秦艽（学名：Gentiana dahurica）是龙胆科龙胆属的植物。分布在蒙古、俄罗斯以及中国大陆的东北、四川、西北、华北等地，生长于海拔870米至4,500米的地区，一般生于田边、河滩、水沟边、路旁、湖边沙地、向阳山坡和干草原地，目前尚未由人工引种栽培。

## 别名
达乌里龙胆（中国北部植物图志）、达弗里亚龙胆（东北植物检索表）、小叶秦艽、蓟芥

## 异名
- Gentiana dahurica Fisch. var. campanulata T. N. Ho

## 外部連結
- 秦艽 Qinjiao （页面存档备份，存于） 中藥材圖像數據庫 (香港浸會大學中醫藥學院)